# Campeonato Brasileiro de Hóquei
O Campeonato Brasileiro de Hóquei é a principal competição de hóquei sobre patins disputada no Brasil. Organizada pela Confederação Brasileira de Hóquei e Patinação (CBHP), teve sua primeira edição realizada em 1972.
Inicialmente, o Campeonato Brasileiro de Hóquei era disputado a cada dois anos. A partir de 1980, a competição passou a ser anual.
O vencedor do campeonato brasileiro tem o direito de representar o Brasil no Sul Americano de Clubes disputado anualmente em sede determinada pela Confederação Sul-americana de Patinagem (CSP).